# Beomjoe-ui jaeguseong
Beomjoe-ui jaeguseong (범죄의 재구성?, 犯罪의 再構成?, Pŏmjoe-ŭi chaekusŏngMR), noto anche con il titolo internazionale The Big Swindle, è un film del 2004 scritto e diretto da Choi Dong-hoon.

## Trama
Cinque truffatori e un falsario, ognuno diffidente nei confronti dell'altro, si ritrovano a dare vita a un audace colpo alla Banca di Corea.